# Universitätsbibliothek Stockholm

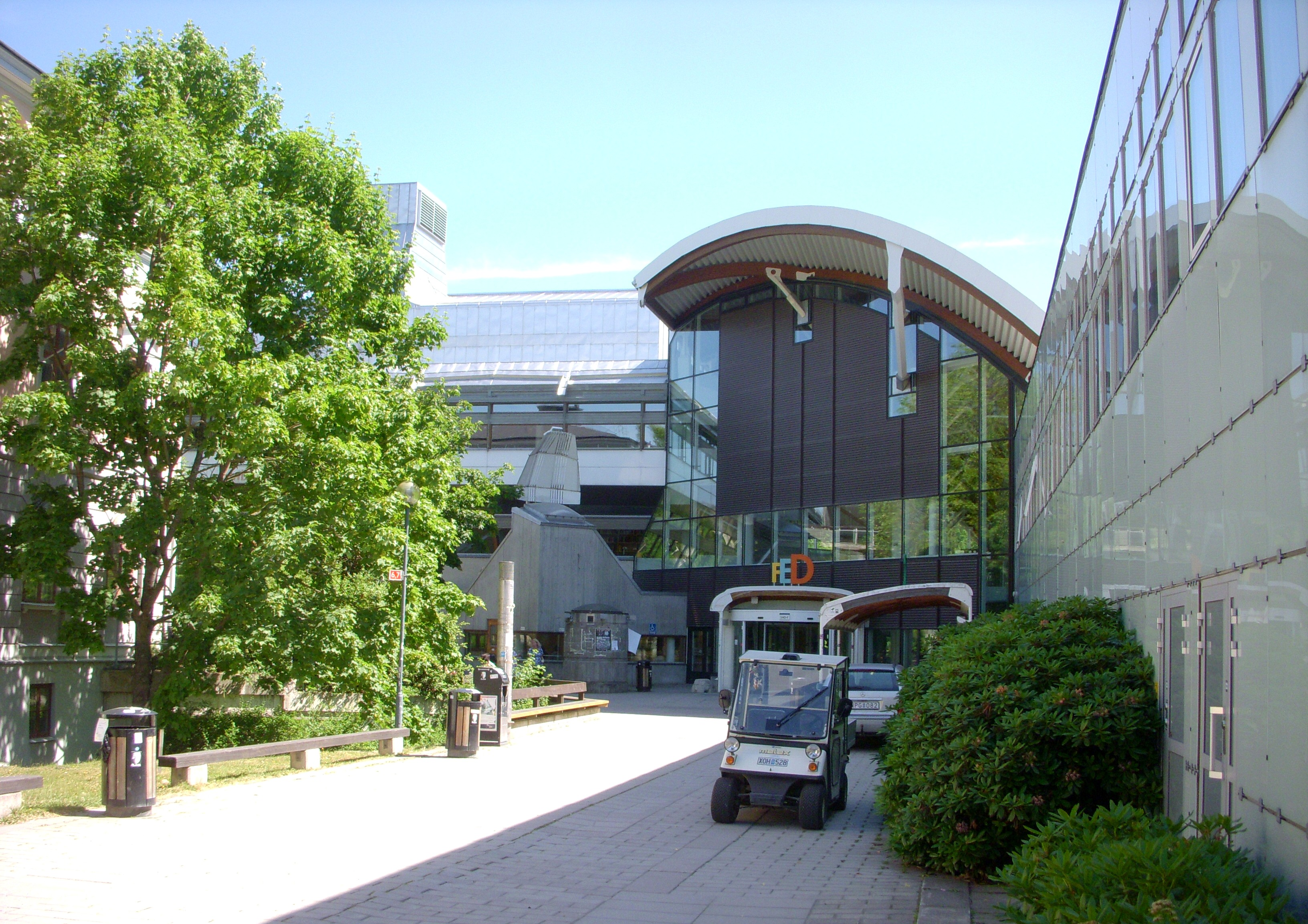
Universitätsbibliothek Stockholm

Die Universitätsbibliothek Stockholm (Stockholms universitetsbibliotek) ist die Universitätsbibliothek der Universität Stockholm und eine der größten Hochschulbibliotheken Schwedens. Im Jahr 2012 hatte die Bibliothek 1,4 Millionen Besucher.

## Geschichte

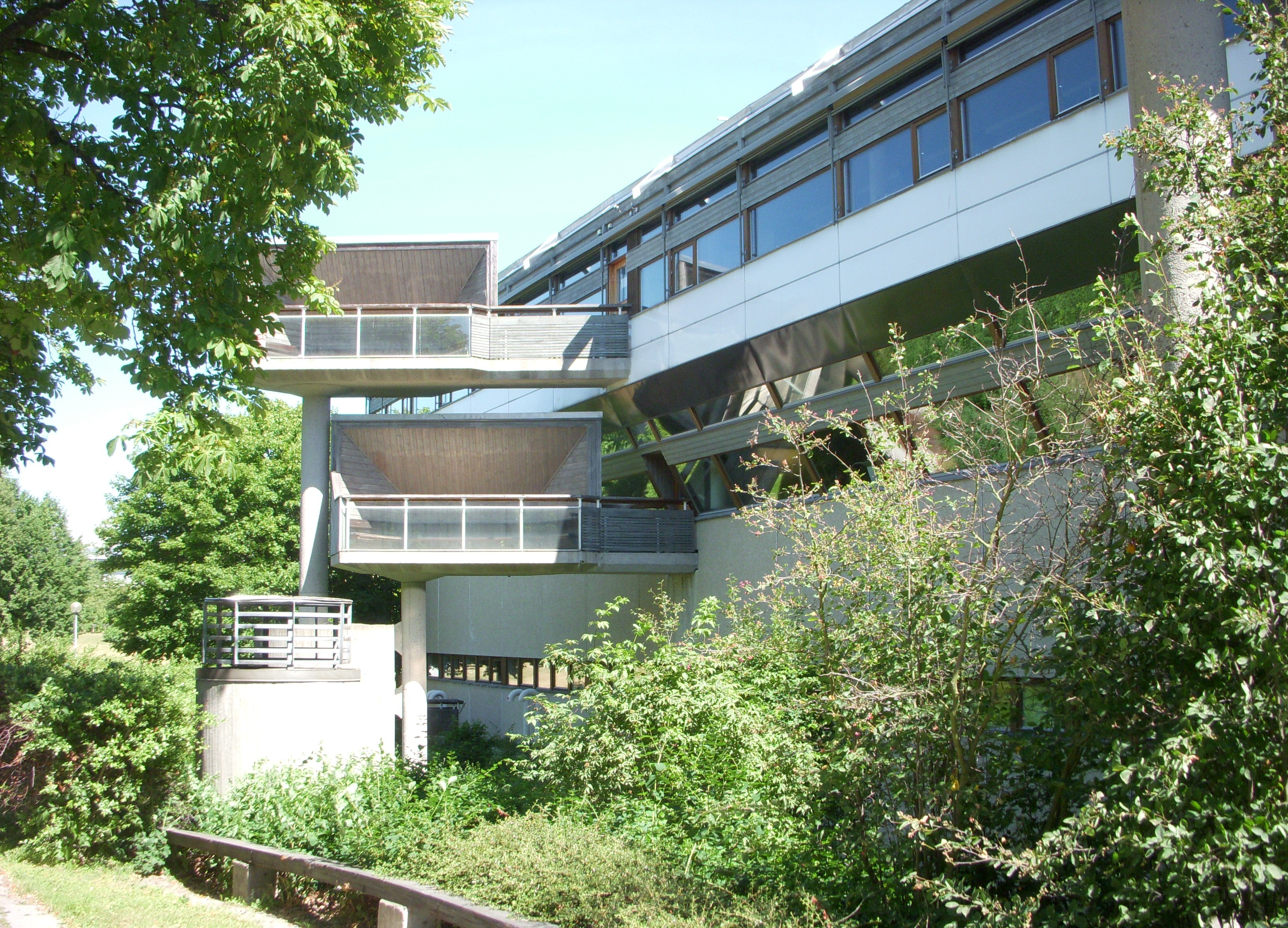
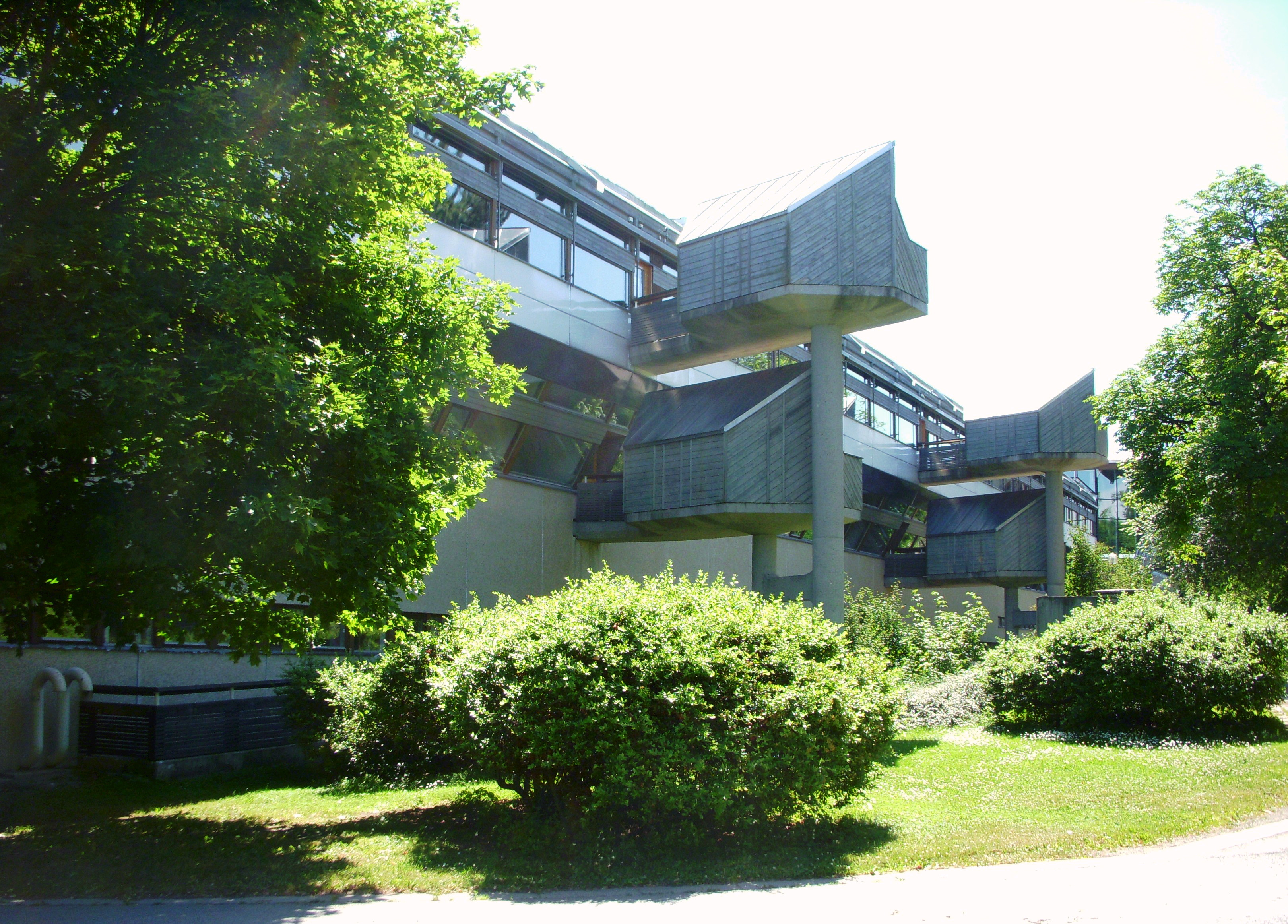
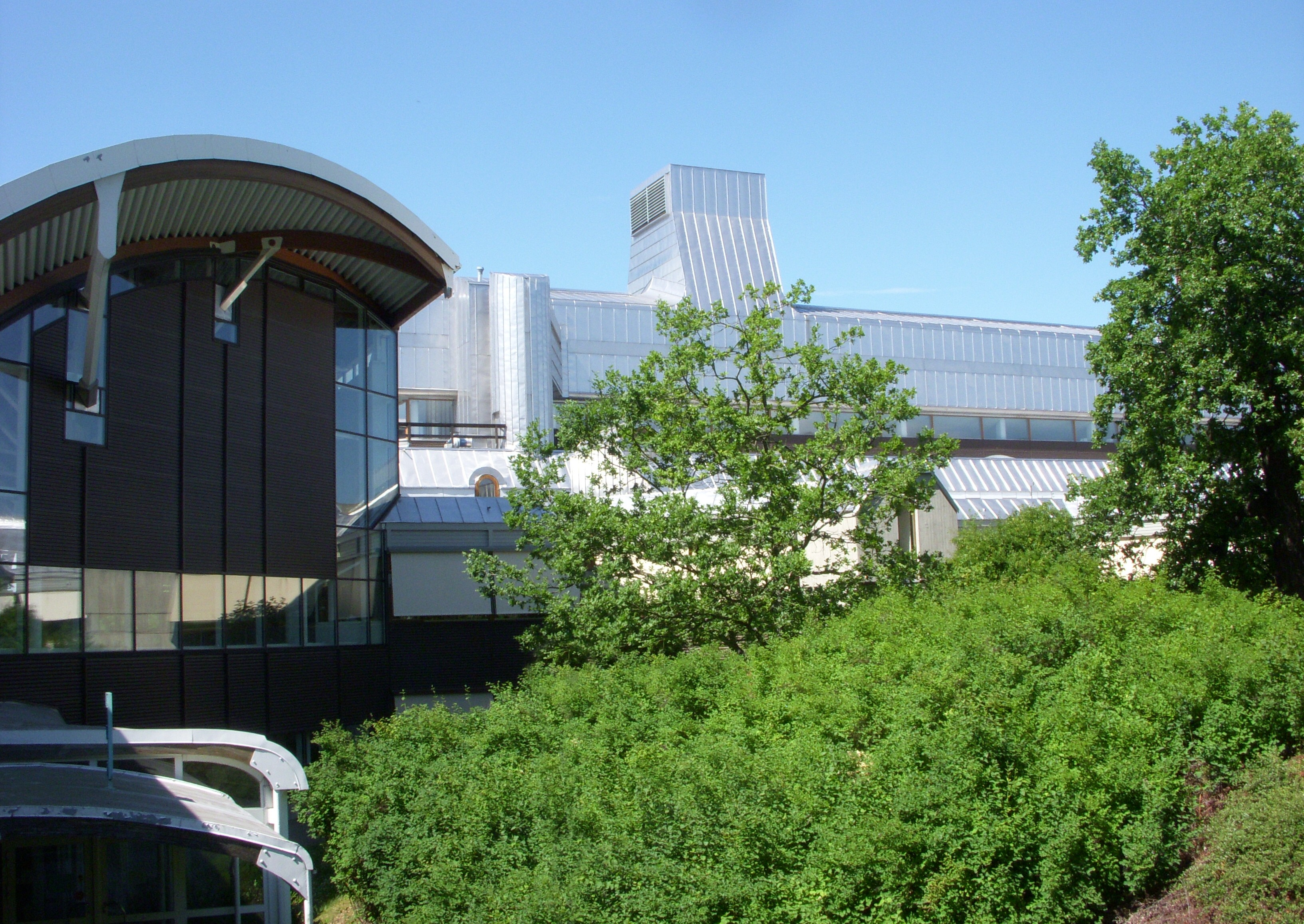
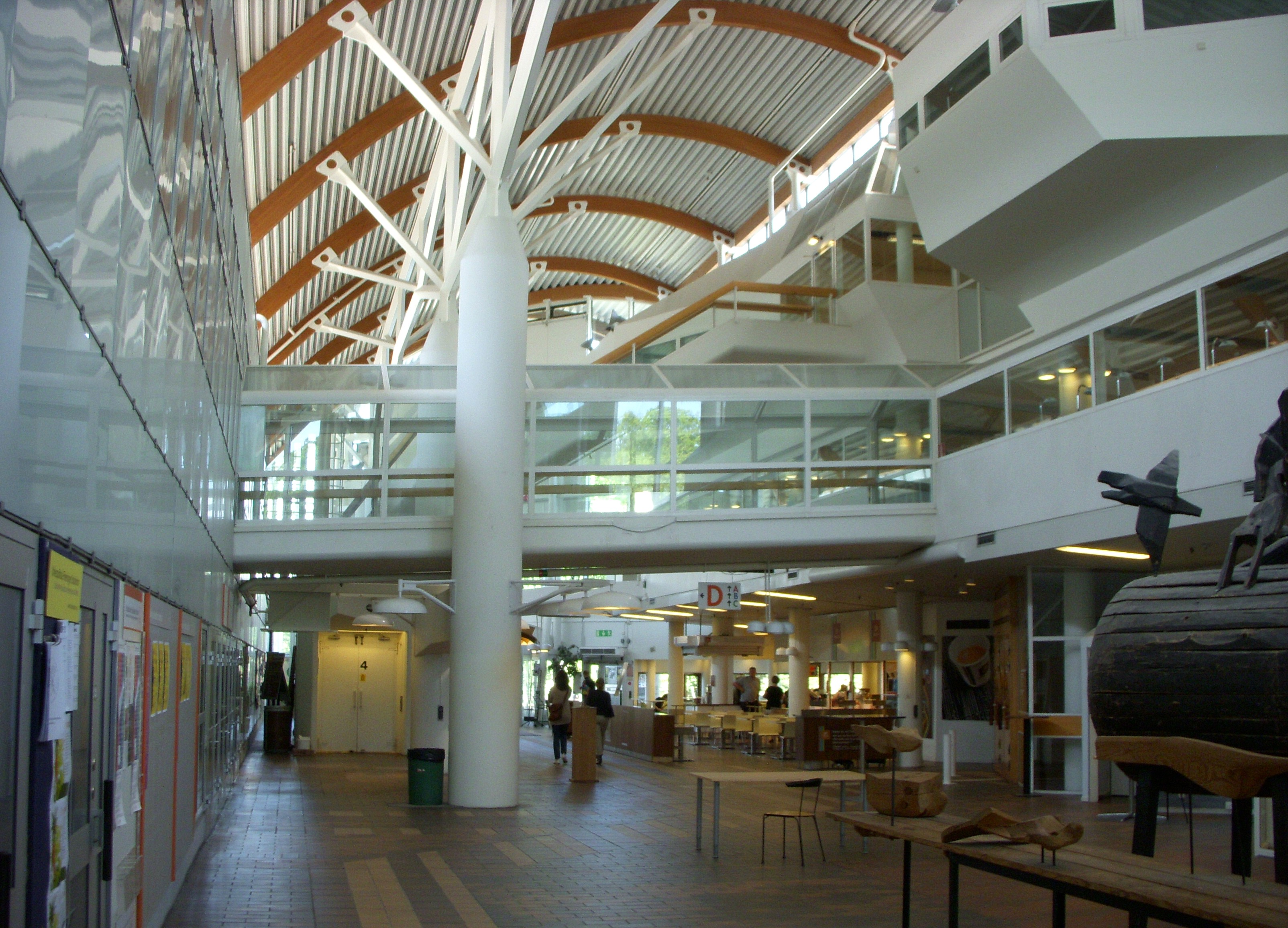

Im Jahr 1960 wurde die Stockholmer Hochschule zu einer Universität. Dadurch entstanden zwei separate Bibliotheken. Die Universitätsbibliothek und die selbstständige Fakultätsbibliothek. 1971 wurden die Fakultäten der Stockholmer Universität auf den Campus Frescati zusammengelegt, wo neue Gebäude errichten worden waren. Im 1983 wurde die neue Zentralbibliothek von König Carl XVI. Gustaf eingeweiht. Die neue Zentralbibliothek wurde zum Zentrum des Bibliothekswesens mit weiteren Filialen rund um Stockholm.
Die Zentralbibliothek wurde von dem britisch-schwedischen Architekten Ralph Erskine entworfen und ist als Erweiterung des Unigebäudes aus den 1960er Jahren gebaut. Das Gebäude ist von Erskine geprägt mit den für ihn typischen Details wie z. B. Balkons und einem Bogendach am Eingang. Die Bibliothek wird 2013–2015 umgebaut und modernisiert.

## Bibliotheken
Außer der Zentralbibliothek besteht die Universitätsbibliothek aus acht Niederlassungen.
Im Herbst 2014 wird eine neue Bibliothek eröffnet, die NOD-Bibliothek in Kista in Stockholm.
- Bibliothek der Hochschule der Journalistik – JMK-biblioteket
- Asien-Bibliothek – Asienbiblioteket
- Bibliothek der Mathematik – Matematiska biblioteket
- Bibliothek der Geowissenschaften – Geobibilioteket
- Bibliothek der sozialen Arbeit – Biblioteket för socialt arbete
- Arrhenius-Bibliothek – Arrheniusbiblioteket
- AlbaNova
- Bibliothek des Lateinamerikanischen Instituts – Latinamerikainstitutets bibliotek